# Closer (canção de The Chainsmokers)
"Closer" é uma canção da dupla americana de DJ's The Chainsmokers, com a cantora norte-americana Halsey. Andrew Taggart (um dos integrantes do The Chainsmokers) também fornece seus vocais na música. Ela foi lançada em 29 de julho de 2016 pela Disruptor e pela Columbia Records. A canção foi escrita por Andrew Taggart, Ashley Frangipane, Shaun Frank, Fredic Kennett, Isaac Slade e Joe King, enquanto a produção foi feita pelo The Chainsmokers. O single é uma música de dança electrônica com um estilo "retrô" de sintetizador no refrão.
Nos Estados Unidos, "Closer", se tornou o primeiro single número um tanto do The Chainsmokers quanto de Halsey na Billboard Hot 100. A música ficou no topo por 12 semanas consecutivas até agora. O The Chainsmokers se tornou o primeiro grupo a ter quatro músicas ("Closer" sendo a quarta) a alcançar o topo do Hot Dance/Electronic Songs, ultrapassando Calvin Harris, que detinha o recorde anterior, com três. Fora dos Estados Unidos, "Closer", liderou as paradas em mais de dez países, incluindo Austrália, Canadá, Nova Zelândia, Irlanda e Reino Unido, tornando-se o primeiro single a alcançar número um tanto do The Chainsmokers quanto de Halsey em todos os seis países. Em fevereiro de 2017, a canção alcançou um recorde de total de semanas no Top 5 (27 semanas) e no mês de março se igualou ao número de semanas da canção que passou mais tempo no Top 10 (32 semanas) da Billboard Hot 100, recorde até então de LeAnn Rimes' com "How Do I Live" entre 1997-98.
A música foi apresentada ao vivo pela primeira vez no "Bonnaroo Music & Arts Festival", em junho de 2016. Halsey e The Chainsmokers apresentaram a faixa ao vivo no MTV Video Music Awards de 2016. O videoclipe da música foi lançado em 24 de outubro de 2016.

## Antecedentes e lançamento
A batida da música foi criada numa sessão entre um dos integrantes do The Chainsmokers, Andrew Taggart, e Freddy Kennett, do duo Louis the Child. Taggart escreveu a música com o DJ canadense Shaun Frank numa sessão, e Frank o incentivou a cantar a música. De acordo com Taggart, a faixa foi inspirada pela canção do Blink-182 "I Miss you" (2004), que a dupla estava ouvindo "no repeat" e é referenciado na música. Mais tarde, ele disse que a canção, em vez dessa tinha sido "Feeling This", embora ele não pudesse realmente se lembrar, porque: "eu ouvi o seu álbum auto-intitulado tantas vezes, que aquela coisa toda eram praticamente só batidas," ele twittou. A banda Taking Back Sunday influenciou também a música. Depois de estabelecer comparações entre "Closer" e "Over My Head (Cable Car)", do The Fray, o vocalista Isaac Slade e o guitarrista Joe Rei do The Fray foram creditados como co-autores de "Closer", em 2 de setembro de 2016. A canção foi lançada em 29 de julho de 2016, pela Disruptor e Columbia Records.

## Composição
A canção é escrita no tom de A♭ maior com um compasso de 95 batimentos por minuto e uma progressão de acordes de DbMaj9 - EbMajor - Fmin7 - EbMajor. Os vocais de extensão de B♭3 a B♭5 na música.

## Recepção crítica
Matt Medved da Billboard escreveu que a canção "soa como um clássico instantâneo", afirmando que "[possui] um refrão chiclete e versos expressivos como 'aquela música do Blink-182 que tocamos exaustivamente em Tucson', "Closer" captura o zeitgeist millennial na 'brilhante infecção da moda'". A jornalista da MTV Deepa Lakshmin chamou a canção de "uma música otimista, um "jam" dançante que merece um lugar na sua playlist de verão. Ela vai fazer você esquecer de todos os seus problemas irritantes da vida e viver o momento." A canção recebeu uma análise mais diversificada do Idolator, com um consenso entre vários editores resultando numa classificação de 5/10.

## Desempenho comercial

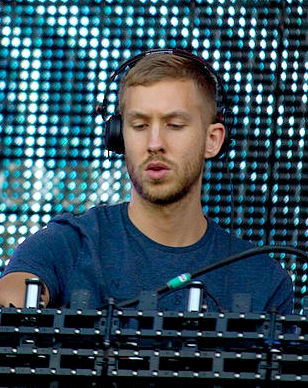
"Closer" tornou-se a quarta canção do duo a alcançar o topo da tabela Hot Dance/Electronic Songs da Billboard, ultrapassando, assim, Calvin Harris (na foto), que teve três músicas a chegar ao n.º 1 dessa parada de dance music.

"Closer" estreou no número nove na Billboard Hot 100, na edição datada de 20 de agosto de 2016. Ele tornou-se o terceiro single no top 10 para o The Chainsmokers na tabela, depois de "Roses" e "Don't Let Me Down". É a primeira música de Halsey a alcançar top 10 na tabela e sua segunda top 40. Na edição datada de 3 de setembro de 2016, a música mudou de número seis para um, tornando-se para ambos os artistas, a primeira música número 1 e a primeira música de uma dupla a liderar a tabela desde "Thrift Shop" e "Can't Hold Us", de Macklemore & Ryan Lewis em 2013. É também a primeira música intitulada "Closer" a alcançar o número um (a canção de mesmo nome de Ne-Yo alcançou o número 7 em 2008). Além disso, a música também liderou a Dance/Electronic Songs, tornando-se a primeira música a alcançar o número um em ambas tabelas Hot 100 e Dance/Electronic simultaneamente desde "Harlem Shake", de Baauer, no início de 2013. Ela tornou-se a quarta música da dupla a liderar a tabela, ultrapassando o recorde anterior, de Calvin Harris, com três músicas. Ela permaneceu no topo do Hot 100 por doze semanas consecutivas. Em sua quarta semana, a canção foi acompanhada por "Heathens", que passou do número três ao número dois. Isso marca a primeira vez (e a terceira em geral) que duas duplas alcançam o top 2 ao mesmo tempo, desde que o Tears for Fears liderou com "Everybody Wants to Rule the World" e Wham! foi o número dois com "Everything She Wants" (uma semana antes, as duas músicas estavam na ordem inversa).
Internacionalmente, a canção alcançou o número um na Austrália, em 13 de agosto de 2016, também tornando-se a primeira música do The Chainsmokers e de Halsey a alcançar o número um por lá. Ela também chegou ao número um no Reino Unido, na Nova Zelândia e no Canadá. A canção liderou o UK Singles Chart, durante quatro semanas, tornando-se a primeira música de uma dupla a registrar várias semanas como número um nos EUA e no Reino Unido desde "Party Rock Anthem", do LMFAO, em 2011.

## Videoclipe
O videoclipe da música "Closer, foi lançado em 24 de outubro de 2016. O vídeo começa com Andrew Taggart olhando Halsey numa festa e fazendo várias atividades. O vídeo, em seguida, corta para uma cena com ele e Halsey deitados numa cama, com Halsey usando lingerie e ele sem camisa, onde eles se beijam. Porém, o vídeo com mais sucesso não é o oficial, e sim o lyric vídeo, que já chega a marca de 2,2 bilhões de visualizações na plataforma da Vevo e do Youtube, sendo o único lyric video a conseguir esse feito.

## Performances ao vivo
O The Chainsmokers convidou Halsey para o palco durante seu set no Bonnaroo Music Festival para executar "Closer" pela primeira vez em junho de 2016. Halsey e Andrew Taggart também apresentaram a canção ao vivo no MTV Video Music Awards de 2016.

## Lista de faixas
Download Digital
1. "Closer" (featuring Halsey) – 4:05

Remixes – EP
1. "Closer" (featuring Halsey) (R3hab Remix) – 2:41
2. "Closer" (featuring Halsey) (Shaun Frank Remix) – 4:12
3. "Closer" (featuring Halsey) (Wuki Remix) – 4:04
4. "Closer" (featuring Halsey) (Robotaki Remix) – 4:12

## Desempenho nas tabelas musicais
| Tabela musical (2016)                                         | Melhor posição |
| ------------------------------------------------------------- | -------------- |
| Alemanha (Media Control Charts)                               | 2              |
| Argentina (CAPIF Singles Chart)                               | 10             |
| Austrália (ARIA Charts)                                       | 1              |
| Áustria (Ö3 Austria Top 40)                                   | 2              |
| Bélgica (Ultratop 50 de Flandres)                             | 1              |
| Bélgica (Ultratop 40 da Valônia)                              | 5              |
| Brasil (Brasil Hot 100 Airplay)                               | 1              |
| Canadá (Canadian Hot 100)                                     | 1              |
| Dinamarca (Tracklisten)                                       | 1              |
| Escócia (The Official Charts Company)                         | 1              |
| Espanha (Productores de Música de España)                     | 13             |
| Estados Unidos (Billboard Hot 100)                            | 1              |
| Estados Unidos (Hot Dance Club Songs)                         | 2              |
| Estados Unidos (Pop Songs)                                    | 1              |
| Estados Unidos (Adult Pop Songs)                              | 1              |
| Estados Unidos (Adult Contemporary)                           | 8              |
| Finlândia (IFPI Finlândia)                                    | 5              |
| França (Syndicat National de l'Édition Phonographique)        | 31             |
| Hungria (Magyar Hanglemezkiadók Szövetsége)                   | 6              |
| Irlanda (Irish Recorded Music Association)                    | 1              |
| Itália (Federazione Industria Musicale Italiana)              | 2              |
| Japão (Japan Hot 100)                                         | 29             |
| Noruega (VG-lista)                                            | 1              |
| Nova Zelândia (Recording Industry Association of New Zealand) | 1              |
| Países Baixos (MegaCharts)                                    | 1              |
| Polônia (Związek Producentów Audio Video)                     | 17             |
| Portugal (Portugal Digital Songs)                             | 1              |
| Reino Unido (UK Singles Chart)                                | 1              |
| Romênia (Romanian Top 100)                                    | 2              |
| Suécia (Sverigetopplistan)                                    | 1              |
| Suíça (Schweizer Hitparade)                                   | 5              |

| País (Empresa)             | Certificação |
| -------------------------- | ------------ |
| Alemanha (BVMI)            | Platina      |
| Austrália (ARIA)           | 9× Platina   |
| Áustria (IFPI Áustria)     | Platina      |
| Bélgica (BEA)              | 2× Platina   |
| Canadá (Music Canada)      | 9× Platina   |
| Dinamarca (IFPI Dinamarca) | Platina      |
| Espanha (PROMUSICAE)       | 2× Platina   |
| Estados Unidos (RIAA)      | 7× Platina   |
| França (SNEP)              | Platina      |
| Itália (FIMI)              | 5× Platina   |
| Nova Zelândia (RMNZ)       | 3× Platina   |
| Polónia (ZPAV)             | Diamante     |
| Reino Unido (BPI)          | 2× Platina   |
| Suécia (GLF)               | 5× Platina   |

## Histórico de lançamento
| Região         | Data                | Formato          | Ref.                              |
| -------------- | ------------------- | ---------------- | --------------------------------- |
| Mundo          | 29 de julho de 2016 | Download Digital | [ 2 ] [ 68 ] [ 69 ] [ 70 ] [ 71 ] |
| Estados Unidos | 2 de agosto de 2016 | Top 40 rádio     | [ 72 ]                            |
| Estados Unidos | 2 de agosto de 2016 | Rhythmic radio   | [ 73 ]                            |